# Esslinger Verlag
Der Esslinger Verlag J. F. Schreiber GmbH war ein deutscher Kinderbuchverlag mit Sitz in Esslingen am Neckar und gehörte zur Klett-Gruppe. Er entstand 1988 aus dem im Jahr 1831 gegründeten Schreiber-Verlag. Verlagsgründer war Jakob Ferdinand Schreiber (* 1809 in Ulm; † 1868). Seit 2014 gehört der Verlag zum Thienemann-Esslinger Verlag.

## Geschichte
Zunächst druckte der Verlag Kunstblätter, die unter anderem Teilansichten Esslingens und dessen Umgebung zeigten. Bereits nach kurzer Zeit wandte sich Schreiber Bilderbüchern und Anschauungsbogen mit religiösen Motiven und Drucken naturwissenschaftlichen Inhalts für Kinder zu. Der Erfolg des Verlags nahm rapide zu. 1833 begann Schreiber mit der Herstellung farbiger Illustrationen für Lehr- und Schulzwecke. 1840 erschienen die ersten Kinderbücher. Einer der Höhepunkte der Verlagsgeschichte war die Herausgabe der beweglichen Bilderbücher des Münchner Künstlers Lothar Meggendorfer. Zudem wurden bei Schreiber die „Meggendorfer Blätter“ verlegt, die um 1900 zu den bekanntesten humoristisch-satirischen Illustrierten Deutschlands gehörten. Parallel dazu wurden die populären Schreiber-Ausschneidebogen produziert. Sie beinhalteten unter anderem Ankleidepuppen, Weihnachtskrippen, Schiffs- und Flugzeugmodelle.
1906 konnte der Verlag die Autorin und Malerin Sibylle von Olfers für sich gewinnen. Ihr Kinderbuch Etwas von den Wurzelkindern wurde zur meistverkauften Publikation des Verlags und wird auch heute noch als Reprint angeboten. Die Familie Schreiber führte den Verlag noch bis 1988, seitdem gehört das Nachfolgeunternehmen zur Stuttgarter Klett-Gruppe. 1996 kam der renommierte Leipziger Alfred Hahn’s Verlag dazu und ergänzt seither das Programm mit Kinderbuchklassikern wie Die Häschenschule.
1997 wurden nach dem großen Erfolg des Bilderbuches Alles meins! von Nele Moost und Annet Rudolph mit der Hauptfigur des kleinen Raben Socke erstmals Non-Book-Artikel in das Angebot aufgenommen und später immer stärker ausgebaut. Seit 1998 firmiert das Unternehmen unter dem Namen Esslinger Verlag J. F. Schreiber GmbH.

## Der Esslinger Verlag heute
Der Programmschwerpunkt des Unternehmens liegt nach wie vor in der Produktion schöner und anspruchsvoller Bilderbücher. Dazu gehören sowohl aufwändig gestaltete Märchen- und Klassikerausgaben als auch phantasievoll illustrierte moderne Bilderbücher. Die Reprints der Klassiker aus dem Schreiber Verlag und dem Alfred Hahn’s Verlag sind ebenfalls ein wichtiger Teil des Programms. Heute steht das Traditionsunternehmen als einer der bedeutendsten deutschen Kinderbuchverlage da. Es arbeitet mit herausragenden Künstlerinnen und Künstlern zusammen und präsentiert sich im Handel mit einem breiten Angebot hochwertiger Bücher und Non-Book-Artikel. Darüber hinaus entwickelt es internationale Koproduktionen.
In Esslingen präsentiert das J. F. Schreiber - Museum Geschichte und Publikationen des Verlags.

## Verlagsfusion
Zu Jahresbeginn 2014 fusionierten die bisherigen Einzelverlage Thienemann und der Esslinger Verlag, wobei der Standort Blumenstraße in Stuttgart (bisheriger Sitz von Thienemann) gemeinsamer Sitz geworden ist.
Bis zur Fusion war der Verlag Mitglied im Börsenverein des Deutschen Buchhandels.

## Programm
- Kleiner Rabe Socke
- Lurchi
- Mecki
- Petzi
- Etwas von den Wurzelkindern
- Die Häschenschule
- Robuste Bücher für die Kleinsten
- Klassische Bilderbücher
- Vorlesebücher
- Erzählende Kinderbücher
- Sachbücher für Kinder
- Esslinger Atelier (Künstlerbücher, u. a. von den Brüdern Grimm)
- Esslinger Reprint (Reprints aus dem J. F. Schreiber Verlag)
- Reprints aus dem Alfred Hahn’s Verlag